# Emerson Fittipaldi
Emerson Fittipaldi (* 12. prosince 1946 São Paulo) je bývalý brazilský automobilový závodník. Jako pilot Formule 1 je dvojnásobným mistrem světa z let 1972 a 1974, dokázal také dvakrát vyhrát titul v sérii CART a v závodě Indianapolis 500.
Jeho synovec Christian Fittipaldi je také bývalým pilotem F1.

## Život a kariéra
Nejmladší potomek z motoristické rodiny byl veden k tomuto sportu už od útlého věku, nakonec měl ve svém okolí dostatek vzorů. Jeho otec Wilson Fittipaldi sr. a matka Juzy Fittipaldi byli aktivními závodníky, otec se stal v 60. letech propagátorem motoristického sportu v Brazílii a stal se všeobecně známou postavou. Emersonův bratr Wilson Fittipaldi jr v roce 1966 vyrazil do Evropy sbírat zkušenosti a Emerson ho po třech letech následoval. Mohl si to dovolit díky finančním prostředkům, které Wilson ve Formuli Ford a F3 vydělal. I díky slušným výsledkům Wilsona měl Emerson poněkud pootevřené dveře, během tří měsíců si vybudoval patřičné renomé a získal místo u Jima Russella v jeho týmu F3. V roce 1970 došlo v nizozemském Zandvoortu při závodě F1 k tragédii. Brit Piers Courage vylétl z trati a ve vraku svého vozu de Tomaso zahynul. Majitel týmu Frank Williams se poohlížel po náhradě a talentovaného Brazilce už měl v hledáčku několik týdnů. Emerson se však před podpisem smlouvy šel poradit s šéfem týmu Lotus Colinem Chapmanem. Ten ho okamžitě angažoval. Své kvality potvrdil Emerson už ve druhém závodě v nejprestižnější kategorii – dojel čtvrtý. Po tragické smrti Jochena Rindta byl Chapman obviněn z neúmyslného zabití, aby otupil hrot mnohdy hysterických výčitek, poslal na trať v USA identické vozy s Rindtovým – Emerson závod vyhrál a další nováček na stejném voze Reine Wissell dojel třetí.

Rok 1971 byl pro Emersona spíše hledáním vlastní identity v novém prostředí, navíc tým experimentoval s turbínovým vozem, a tak se potenciál týmu zbytečně tříštil. Vše si Brazilec vynahradil v sezóně 1972 – vyhrál pět závodů a s přehledem porazil v té době už dvojnásobného mistra světa Jackie Stewarta. Odborníci cenili jeho dravě dynamický závodnický projev a nejednou se objevil názor, že Emerson může atakovat rekord v počtu mistrovských titulů, který držel Juan Manuel Fangio. Jenže rok obhajoby titulu nevyšel. Především tým trochu usnul na vavřínech po úspěšné první třetině šampionátu, v týmu se navíc objevil ambiciózní Švéd Ronnie Peterson a v neposlední řadě se poněkud zhoršily vztahy mezi Fittipaldim a Chapmanem. Výsledkem byl Emersonův odchod ke konkurenci – nejen po stránce týmové, ale i sponzorské. Od Lotusu v černozlatých barvách John Player Special přešel mladší Fittipaldi k McLarenu a červenobílému koncernu Marlboro, kde uzavřel tříletou smlouvu.
Rok 1974 znamenal pro Emersona daleko obtížnější boj o mistrovskou korunu s týmem Ferrari. Dramatickou bitvu s Clayem Regazzonim rozhodl až v posledním závodě a zvítězil o tři body. Jak tvrdili odborníci, bylo to zejména proto, že dokázal uplatnit své zkušenosti a nehnal se slepě za výhrami – oproti roku 1972 vyhrál jen tři závody. Nástupu Ferrari se však neubránil – v roce 1975 ho rozdílem třídy porazil Niki Lauda.

Před sezónou 1976 došlo k největší přestupové bombě v 70. letech – Emerson Fittipaldi se smluvně vyvázal od McLarenu a po domluvě se svým bratrem Wilsonem se upsal brazilské stáji Copersucar-Fittipaldi. Prakticky tím skončily jeho úspěchy v F1, protože ani jeho zkušenosti nedokázaly dovést tým k tolik vytouženému vítězství. Za pět let svého působení v týmu pouze dvakrát vystoupil na stupně vítězů (2. v GP Brazílie 1978 a 3. v GP USA-západ 1980). Po roce 1980 se rozloučil s kokpitem a další dva roky vedl potápějící se tým k hořkému konci. Bylo to i jinak velice nepříjemné životní období – v týmu utopil většinu svého jmění, jeho manželka nepřenesla přes srdce mizející peníze a Emersonův neúspěch, a požádala o rozvod.
Ačkoliv se mluvilo o tom, že se v roce 1984 vrátí do F1 (uvažoval o týmu Spirit), nakonec se však uchytil v americkém seriálu IndyCars. S velkou slávou tu vyhrál prestižní závod 500 mil Indianapolis (1989 a 1993), ale také těžce havaroval na oválu v Michiganu, čímž jeho jezdecká kariéra skončila. Ale ještě jednu ránu osudu musel překonat – o rok později se zřítil se svým soukromým letadlem do bažinatého kraje a se svým synem čekal několik hodin na záchranu. Bral to jako osudové znamení, takže upustil od jakékoli myšlenky na návrat do kokpitu.

Emerson Fittipaldi byl v roce 2001 uveden do americké motoristické síně slávy. V roce 2003 se vrátil na půdu amerického seriálu Champcars jako vlastník týmu, v roce 2006 se ale přesunul do seriálu A1 GP, kde vedl brazilský národní tým.

## Kariéra ve formuli 1
| Rok  | Stáj       | Umístění    | Body    |
| ---- | ---------- | ----------- | ------- |
| 1970 | Lotus      | 10. místo   | 12 bodů |
| 1971 | Lotus      | 6. místo    | 16 bodů |
| 1972 | Lotus      | Mistr světa | 61 bodů |
| 1973 | Lotus      | 2. místo    | 55 bodů |
| 1974 | McLaren    | Mistr světa | 55 bodů |
| 1975 | McLaren    | 2. místo    | 45 bodů |
| 1976 | Fittipaldi | 17. místo   | 3 body  |
| 1977 | Fittipaldi | 12. místo   | 11 bodů |
| 1978 | Fittipaldi | 10. místo   | 17 bodů |
| 1979 | Fittipaldi | 21. místo   | 1 bod   |
| 1980 | Fittipaldi | 15. místo   | 5 bodů  |